# Associació de Futbol d'Anguilla
L'Associació de Futbol d'Anguilla (AFA), és l'òrgan de govern del futbol a l'illa caribenya d'Anguilla. Va ser fundada l'any 1988 segons la Federació Internacional de Futbol Associació (FIFA) o l'any 1990 segons la Confederació del Nord, Centreamèrica i el Carib de Futbol Associació (CONCACAF). El 1994, va afiliar-se a la Concacaf i, el 1996, va afiliar-se a la Unió Caribenya de Futbol i a la Fifa.
L'AFA és la responsable de les seleccions nacionals de totes les categories i s'encarrega d'organitzar la lliga de futbol entre els cinc o set equips de l'illa segons la temporada. Per ordre alfabètic, Anguilla ocupa els primers llocs dels 209 membres de la Fifa, però en la classificació mundial a partir dels gols i resultats ocupa el penúltim lloc, just per sobre de Bhutan.